# Lista de técnicas danzan-ryū
As listas danzan-ryū  diferem, em conceito, das listas de jūdō kōdōkan porque as técnicas são ensinadas na forma de kata em algum contexto aplicável, em vez de simplesmente demonstrando e enumerando uma única técnica. Deashi hayanada, por exemplo, não é uma técnica única, mas uma combinação de deashibarai (varredura com o pé, golpe de pé para frente) e tenada shime (chave de braço cruzada). A ênfase em randori pode variar muito de um dōjō para o outro.
Existem várias romanizações e muitas artes têm mais de um nome. Este artigo tentará representar as variantes de romanização comumente usadas. Além disso, nem todas as fontes concordam com os kanjis (caracteres chineses e japoneses) corretos para cada técnica ou lista. As representações alternativas são anotadas. A romanização não foi aceita até 1957. As grafias anteriores são agora arcaicas. Alguns kanjis também não são mais comuns e não podem ser pesquisados (por exemplo, danchu ou bitei).
Os requisitos de classificação para danzan ryū não são padronizados e podem variar de dōjō para dōjō ou mesmo de instrutor para instrutor. No entanto, o currículo é dividido em três níveis: shoden (初傳, transmissão inicial), chuden (中傳, transmissão intermediária) e okuden (奥傳, ensinamentos ocultos ou internos). Muitas das técnicas são consideradas kuden (para serem transmitidas oralmente e nunca escritas).
Cada um dos pergaminhos okuden corresponde a um nível de licença de ensino:
- Shinin no maki: é comemorado com a premiação do mokuroku, ou rolo de catálogo, listando a história da arte junto com as técnicas de shoden e chuden. Este é o nível de instrutor básico e é equivalente ao de faixa preta segundo grau.
- Shin'yō no maki: corresponde ao nível de instrutor totalmente licenciado (kyoshi) e é equivalente a

faixa preta de quarto ou quinto grau.
- Shin'nin no maki: é comemorado pela concessão do kaiden no sho, ou certificado de transmissão completa (menkyo kaiden). Isso corresponde ao nível de instrutor mestre (shihan) do jūjutsu tradicional.

## Kappō - nível koden
Técnicas de ressuscitação. 11 técnicas originalmente ensinadas pelo professor Okazaki. Posteriormente aumentadas para 35 técnicas por Robert Reish em 1969.
As 11 técnicas originais incluem:
1. Hon katsu (restauração básica),
2. ura katsu (restauração reversa),
3. tanden katsu (restauração do abdômen),
4. nodo katsu (restauração de depressão mental),
5. dekishi katsu (restauração de afogamento),
6. hanaji tome (restauração de parada de sangramento nasal),
7. kin katsu (restauração de golpe no testículo),
8. se katsu (restauração principal),
9. ashi katsu (restauração de pé),
10. kubi kappō (restauração de enforcamento) e
11. no kappō (restauração de cabeça)

Observe que os nomes das 11 técnicas "originais" variaram entre os diferentes alunos do professor Okazaki. Os nomes acima são os mais comumente usados.

## Seifukujutsu - nível betsuden
Terapia de restauração. 52 técnicas e massagem de longa vida.
Ensinado como uma tradição separada (betsuden), mesmo para não praticantes do danzan ryū.

## Ordem do currículo
A lista yawara quase sempre é ensinada como a primeira lista de um currículo, dada sua utilidade geral.
As primeiras sete técnicas, consistindo em fugas de empunhaduras simples, já foram chamadas de te hodoki (desamarrar as mãos) e são as primeiras coisas ensinadas a um futuro aluno. Ao aprender o te hodoki, o caráter do indivíduo é observado e avaliado, e o professor decide se o aceita ou não como aluno.
A instrução yawara é geralmente integrada com a instrução em quedas (sutemi/ukemi) e (uma vez que o aluno possa cair com segurança) com as primeiras técnicas da lista nage te.
Em seguida vem o restante do nage te, shime te, goshinjutsu (jōkyū yawara) e oku no te (na época em que o aluno já atingiu a faixa marrom).
As técnicas kiai no maki geralmente são ensinadas conforme o aluno se aproxima da faixa preta, além de parte ou todo o shinin no maki.
Shin'yō no maki e shin'nin no maki não são introduzidos até que seja atingida a faixa preta, na maioria das escolas.
Seifukujutsu, kappō, técnicas de meditação, randori, massagem, primeiros socorros e ataques nervosos também podem ser integrados ao currículo em vários níveis, dependendo do instrutor.